# بلوفيلدز، نيكاراغوا
بلوفيلدز، نيكاراغوا هي مدينة، في نيكاراغوا، تقع في ريجيون أوتونوما ديل أتلانتيكو سور، وهي عاصمتها، بلغ عدد سكانها 45,547 نسمة وذلك حسب إحصائيات سنة 2004، تبلغ مساحتها 4,774.75 كيلومتر مربع، رمزها البريدي هو 81000.

## المناخ
يظهر الجدول التالي التغييرات المناخية على مدار السنة لبلوفيلدز، نيكاراغوا:
| البيانات المناخية لـبلوفيلدز، نيكاراغوا | البيانات المناخية لـبلوفيلدز، نيكاراغوا | البيانات المناخية لـبلوفيلدز، نيكاراغوا | البيانات المناخية لـبلوفيلدز، نيكاراغوا | البيانات المناخية لـبلوفيلدز، نيكاراغوا | البيانات المناخية لـبلوفيلدز، نيكاراغوا | البيانات المناخية لـبلوفيلدز، نيكاراغوا | البيانات المناخية لـبلوفيلدز، نيكاراغوا | البيانات المناخية لـبلوفيلدز، نيكاراغوا | البيانات المناخية لـبلوفيلدز، نيكاراغوا | البيانات المناخية لـبلوفيلدز، نيكاراغوا | البيانات المناخية لـبلوفيلدز، نيكاراغوا | البيانات المناخية لـبلوفيلدز، نيكاراغوا | البيانات المناخية لـبلوفيلدز، نيكاراغوا |
| الشهر                                   | يناير                                   | فبراير                                  | مارس                                    | أبريل                                   | مايو                                    | يونيو                                   | يوليو                                   | أغسطس                                   | سبتمبر                                  | أكتوبر                                  | نوفمبر                                  | ديسمبر                                  | المعدل السنوي                           |
| --------------------------------------- | --------------------------------------- | --------------------------------------- | --------------------------------------- | --------------------------------------- | --------------------------------------- | --------------------------------------- | --------------------------------------- | --------------------------------------- | --------------------------------------- | --------------------------------------- | --------------------------------------- | --------------------------------------- | --------------------------------------- |
| متوسط درجة الحرارة الكبرى °م (°ف)       | 27.8 (82.0)                             | 28.4 (83.1)                             | 29.0 (84.2)                             | 29.8 (85.6)                             | 29.9 (85.8)                             | 28.9 (84.0)                             | 28.1 (82.6)                             | 28.5 (83.3)                             | 29.1 (84.4)                             | 28.8 (83.8)                             | 28.4 (83.1)                             | 28.0 (82.4)                             | 28.7 (83.7)                             |
| المتوسط اليومي °م (°ف)                  | 24.9 (76.8)                             | 25.2 (77.4)                             | 26.2 (79.2)                             | 27.0 (80.6)                             | 27.0 (80.6)                             | 26.0 (78.8)                             | 25.6 (78.1)                             | 25.6 (78.1)                             | 25.8 (78.4)                             | 25.6 (78.1)                             | 25.3 (77.5)                             | 25.2 (77.4)                             | 25.8 (78.4)                             |
| متوسط درجة الحرارة الصغرى °م (°ف)       | 22.2 (72.0)                             | 22.3 (72.1)                             | 23.3 (73.9)                             | 23.7 (74.7)                             | 24.2 (75.6)                             | 23.9 (75.0)                             | 23.7 (74.7)                             | 23.6 (74.5)                             | 23.5 (74.3)                             | 23.1 (73.6)                             | 22.8 (73.0)                             | 22.6 (72.7)                             | 23.2 (73.8)                             |
| الهطول مم (إنش)                         | 218 (8.6)                               | 114 (4.5)                               | 71 (2.8)                                | 101 (4.0)                               | 264 (10.4)                              | 581 (22.9)                              | 828 (32.6)                              | 638 (25.1)                              | 383 (15.1)                              | 418 (16.5)                              | 376 (14.8)                              | 328 (12.9)                              | 4٬320 (170.2)                           |
| متوسط الأيام الممطرة (≥ 1.0 mm)         | 19                                      | 13                                      | 10                                      | 10                                      | 15                                      | 23                                      | 26                                      | 25                                      | 21                                      | 21                                      | 20                                      | 22                                      | 225                                     |
| المصدر: HKO                             |                                         |                                         |                                         |                                         |                                         |                                         |                                         |                                         |                                         |                                         |                                         |                                         |                                         |

## مدن توأم
المدن التوأم:
- راسين
- غيرونا.

## أعلام
- فيليكس رودريغيز
- جون بير
- إيفانز كوين
- باربرا كاريرا
- هاري بروتيغام